# Уайтред, Рэйчел
Дама Рэйчел Уайтрид (англ. Rachel Whiteread, 1963, Лондон) — английский скульптор, одна из Молодых британских художников.

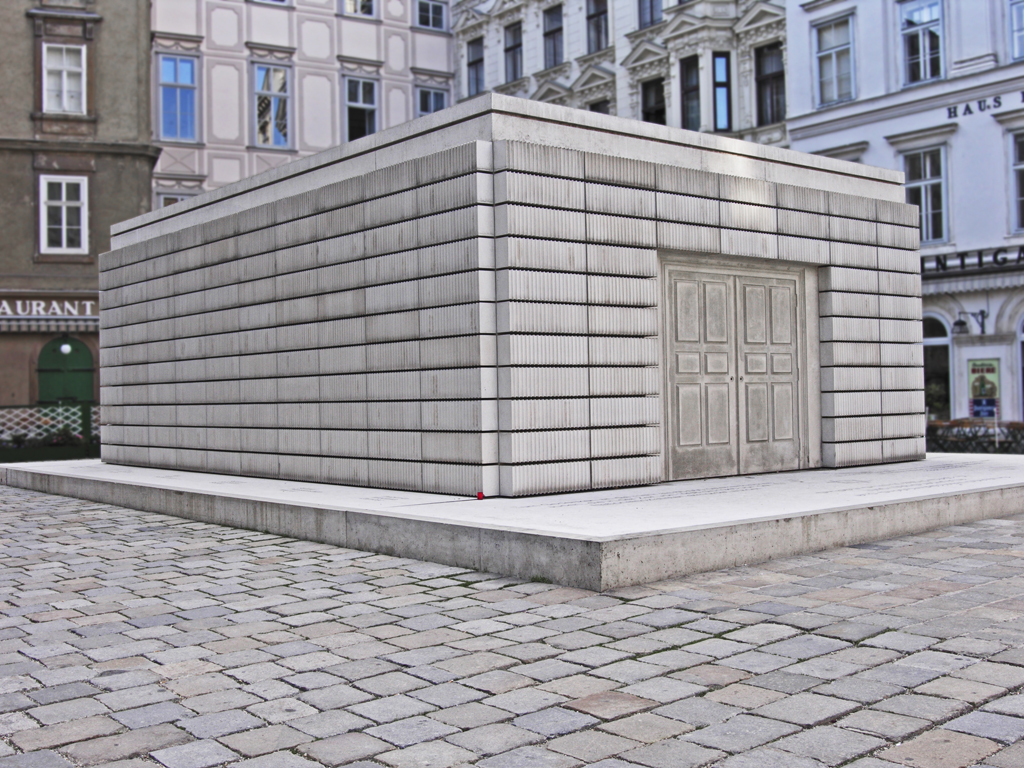
Памятник жертвам Холокоста, Вена

## Биография
Рэйчел Уайтрид родилась в 1963. Её мать — художница, а отец — преподаватель. Младшая из трех дочерей, Рэйчел до семилетнего возраста жила в Эссексе. Она изучала живопись в Брайтонском политехническом институте, переключила внимание на скульптуру, когда училась в Лондонской Школе изобразительных искусств Слейда (1985—1987). Первая персональная выставка художницы состоялась в 1988. В начале 1990-х она привлекла внимание как участница движения Молодые британские художники. Среди её современников Уайтрид зарекомендовала себя как создатель инновационных работ, отражающих тихий, созерцательных дух, получив такие награды, как Премия Тёрнера в 1993 и медаль Венецианской биеннале в 1997. Её работы выставлялись на многочисленных выставках в музеях и галереях в США и Европе, она реализовала несколько публичных проектов.

## Творчество
Основной мотив скульптур Уайтрид, в которых отсутствует изображение человека и чего бы то ни было живого, — замкнутое и необитаемое пространство. Такова одна из наиболее известных её работ — памятник жертвам Холокоста (Безымянная библиотека) на Еврейской площади в Вене (2000).
Более двадцати лет Рэйчел Уайтрид создает уникальный ряд поэтичных работ, делая слепки с выброшенных бытовых предметов и пустых архитектурных пространств. В конце 1980-х Рэйчел начала делать слепки с предметов — кроватей, раковин, шкафов, — подчеркивая личные аспекты домашнего быта и отражая человеческое присутствие символическим способом. Используя традиционные методы и материалы, которые обычно применяются при подготовке, а не для готовой скульптуры, такие как гипс, резины и смолы, Уайтрид создает слепки пространства в, под и над объектами. Её искусство действует на многих уровнях: оно фиксирует и придает материальность незнакомым пространствам знакомой жизни (ванна, раковина, матрас или кресло), превращая домашнее в публичное, запечатлевает повседневные объекты в отсутствие человека. Её практика формально связана с минимализмом, интеллектуально — с концептуальным искусством, показывая безличные, строгие и серийные объекты, преобразованные и персонализированные посредством использования. Работы Уайтрид напоминают посмертные маски, вызывающие чувство потери и личной памяти.
Её ранние работы содержат автобиографические элементы: «Shallow Breath» (1988) — слепок пространства под кроватью, похожей на кровать, на которой художница родилась. «Ghost» (1990) — слепок пространства комнаты, идентичной той, в которой выросла Рэйчел. Рама окна, камин, дверь и выключатель застыли в лишенной функциональности форме, создавая негативный отпечаток интерьера. Уайтрид описала работу как «мумификацию чувства тишины в комнате».
Со временем Уайтрид расширила сферу своих проектов, включив слепки нескольких больших архитектурных пространств, в том числе, интерьер дома викторианской эпохи, «House» (1993). Как и многие её небольшие работы, «House» хранит следы форм, из которых он был получен, одновременно указывая на их отсутствие. Интерьер становится экстерьером, логика архитектуры инвертируется.

## Признание
Первой из женщин-художниц получила премию Тёрнера (1993). Медаль Венецианской биеннале (1997). Премия Августа Зеелинга (2007, Дуйсбург). Кавалерственная дама Ордена Британской империи.